# Robert Staes

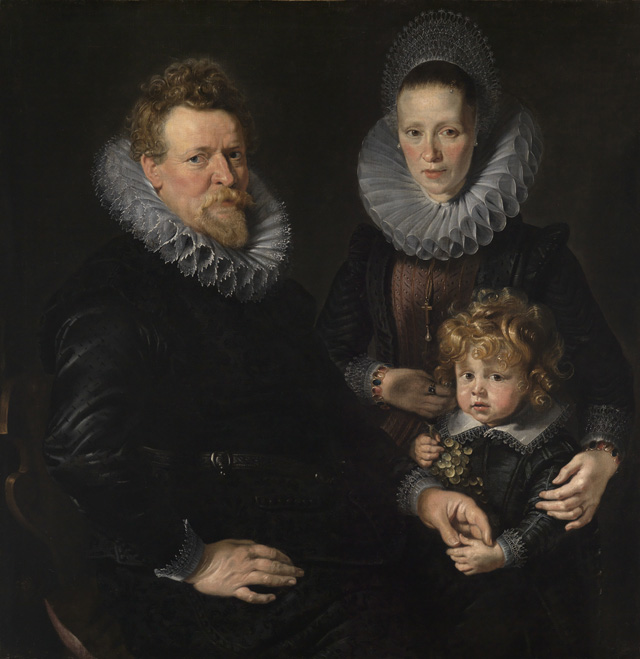
Portret van het gezin Staes door Rubens, ca. 1609: Robert, Anna en hun zoontje Albert.

Robert Staes (? – Brussel, 20 juni 1612) was een goudsmid, muntmeester en kunsthandelaar in de Spaanse Nederlanden.

## Leven
Tijdens het korte bewind van landvoogd Ernst van Oostenrijk werd Staes in 1594 zijn hofgoudsmid. Van zijn poorterschap in Brussel is geen spoor, dus misschien was hij een meester afkomstig uit een andere stad. Hij behield die functie onder de aartshertog Albrecht en Isabella, die hem een verguld zilveren urn voor het hart van zijn voorganger lieten maken. Dit stuk is in de 21e eeuw uit de grafkelder van de hertogen van Brabant in de Sint-Goedelekathedraal gehaald. Albrecht en Isabella gaven Staes zeer omvangrijke bestellingen van edelsmeedwerk en juwelen en ze betaalden hem een jaarloon op het niveau van hofkunstenaars. Gedurende meerdere decennia was hij de belangrijkste edelsmid van Brussel en stelde hij verschillende medewerkers en gezellen tewerk in zijn atelier. In 1597 werd hij buitengewoon meester-generaal van de Munt van de Nederlanden en in 1602 volgde hij Godefroid van Gelre op als muntmeester-generaal. Door zijn drukke bezigheden kreeg hij in 1606 het recht om zich te laten vervangen door Jean Tasse.
Hij stierf in 1612. Zijn weduwe Anna Rindfleisch kreeg tot haar dood in 1638 een pensioen van het hof.
Een portret van Rubens is in 2020 geïdentificeerd als dat van Staes op basis van een getekende kopie waarop zijn wapenschild was aangebracht. Het is waarschijnlijk gemaakt rond 1609. In dat jaar bezorgde hij de schilder een gouden ketting met medaille die hij voor 300 florijnen had gemaakt in opdracht van Albrecht en Isabella.